# Daniele 4
Daniele 4 è il quarto capitolo del libro di Daniele racconta come il re Nabucodonosor apprende la lezione della sovranità di Dio, "che è in grado di mettere in basso coloro che camminano nell'orgoglio". Nabucodonosor sogna un grande albero che ripara il mondo intero, ma nel suo sogno appare un "osservatore" angelico e decreta che l'albero deve essere abbattuto e che per sette anni lui, Nabucodonosor, avrà portato via la sua mente umana e mangerà erba come un bue. Questo avverrà, e alla fine della sua punizione Nabucodonosor loda Dio. (Il ruolo di Daniele è interpretare il sogno per il re).
Il messaggio della pazzia di Nabucodonosor è che tutto il potere terreno, incluso quello dei re, è subordinato al potere di Dio. Forma una coppia in contrasto con il capitolo 5: Nabucodonosor impara che Dio solo controlla il mondo e viene restaurato nel suo regno, mentre Baldassarre non apprende dall'esempio di Nebuchadnezzar e ha il suo regno preso da lui e dato ai Medi e ai Persiani.